# 艾尚真
艾尚真（英語：Charmaine Xu，1988年9月9日—），原名徐萌，重庆人，毕业于武汉大学，2008年國際中華小姐競選季軍，獲稱“中国第一黄金比例”。

## 生平
2010年代，艾尚真返回中国大陆发展事业，易名為艾尚真，表示“艾尚真的含义是：爱心，时尚，高尚，真诚。我想在我的工作道路上坚持这个原则。”

## 个人生活
艾尚真前男友为广西缉毒刑警宾直朝。

## 演出作品

### 電影
- 2010年：翡翠明珠

### 電視劇（無綫電視）
| 首播   | 劇名       | 角色       |
| 2009年 | 飛女正傳   | 韓莉美     |
| 2010年 | 誘情轉駁   | 美女       |
| 2010年 | 女王辦公室 | 胡晶晶     |
| 2011年 | 不速之約   | 海報模特兒 |

## 外部連結
- 艾尚真的新浪微博
- 艾尚真的新浪博客